# Mesnil-Saint-Nicaise
Mesnil-Saint-Nicaise è un comune francese di 575 abitanti situato nel dipartimento della Somme nella regione dell'Alta Francia.

## Società

### Evoluzione demografica
Abitanti censiti